# Mars (film)
Mars je český film režiséra Benjamina Tučka z roku 2018. Odehrává se na základně na Marsu, kterou ohrožuje prachová bouře a možnost zrušení programu kolonizace planety. Mimo soutěž byl uveden na Mezinárodním filmovém festivalu v Karlových Varech.

## Výroba
Film je prvním na světě, který se točil v simulátoru Mars Desert Research Station v americkém Utahu. Natáčení trvalo tři týdny. Androida ve filmu hraje Ondřej Doule, český vědec a vesmírný architekt.

## Recenze
- František Fuka, FFFilm